# Gemeiner Bocksdorn
Der Gemeine Bocksdorn (Lycium barbarum) ist eine Pflanzenart aus der Gattung der Bocksdorne (Lycium) innerhalb der Familie der Nachtschattengewächse (Solanaceae). In Mitteleuropa gilt er als Neophyt und er wird auch Gewöhnlicher Bocksdorn, Chinesische Wolfsbeere, Hexenzwirn oder Gemeiner Teufelszwirn oder nur Teufelszwirn genannt und ist nicht zu verwechseln mit der parasitären Schlingpflanze Teufelszwirn (Cuscuta australis). Der Gemeine Bocksdorn wird auch als Zierpflanze verwendet.
Die Bocksdorn-Beeren finden sowohl in der traditionellen chinesischen Medizin (TCM) als auch insbesondere in chinesischen Küchen Verwendung. Im englischsprachigen Raum sind die Beeren des Gemeinen Bocksdorns wie auch die des Chinesischen Bocksdorns (Lycium chinense) als Goji oder Chinese wolfberries bekannt. Im Deutschen finden sich die Begriffe Goji-Beeren und Gojibeeren.

## Beschreibung

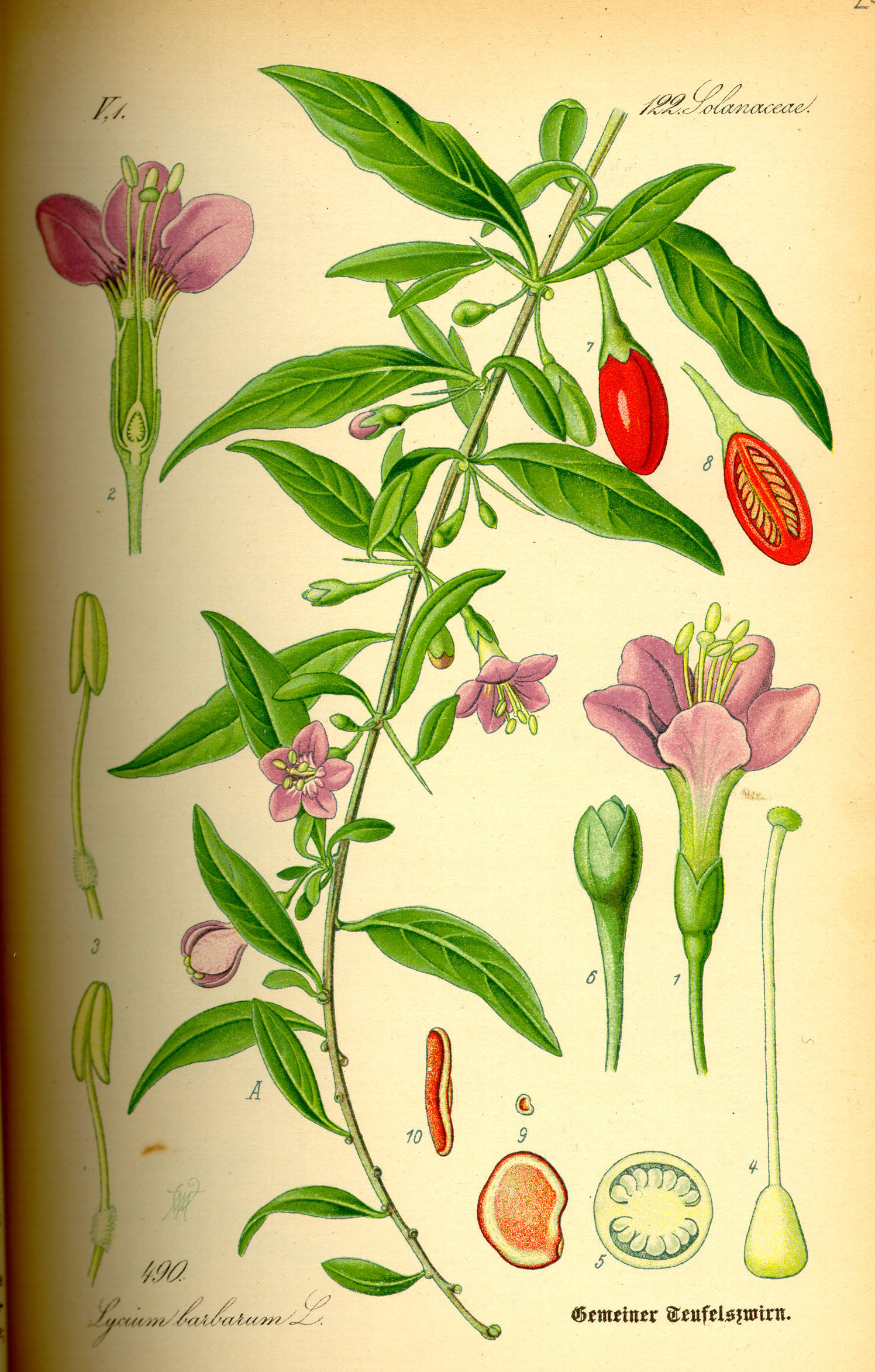
Illustration in Thomés Flora von 1885

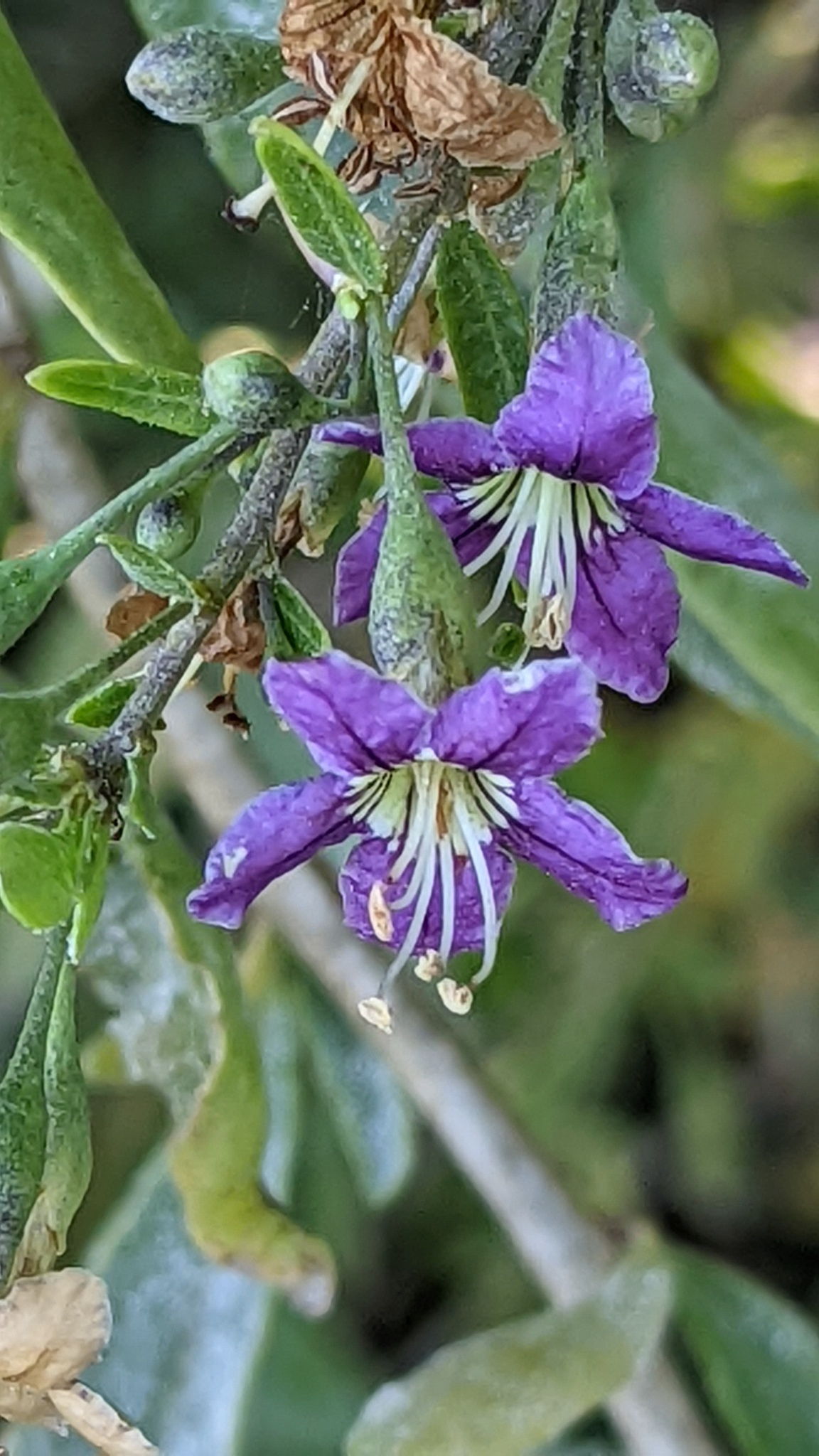
Blüten

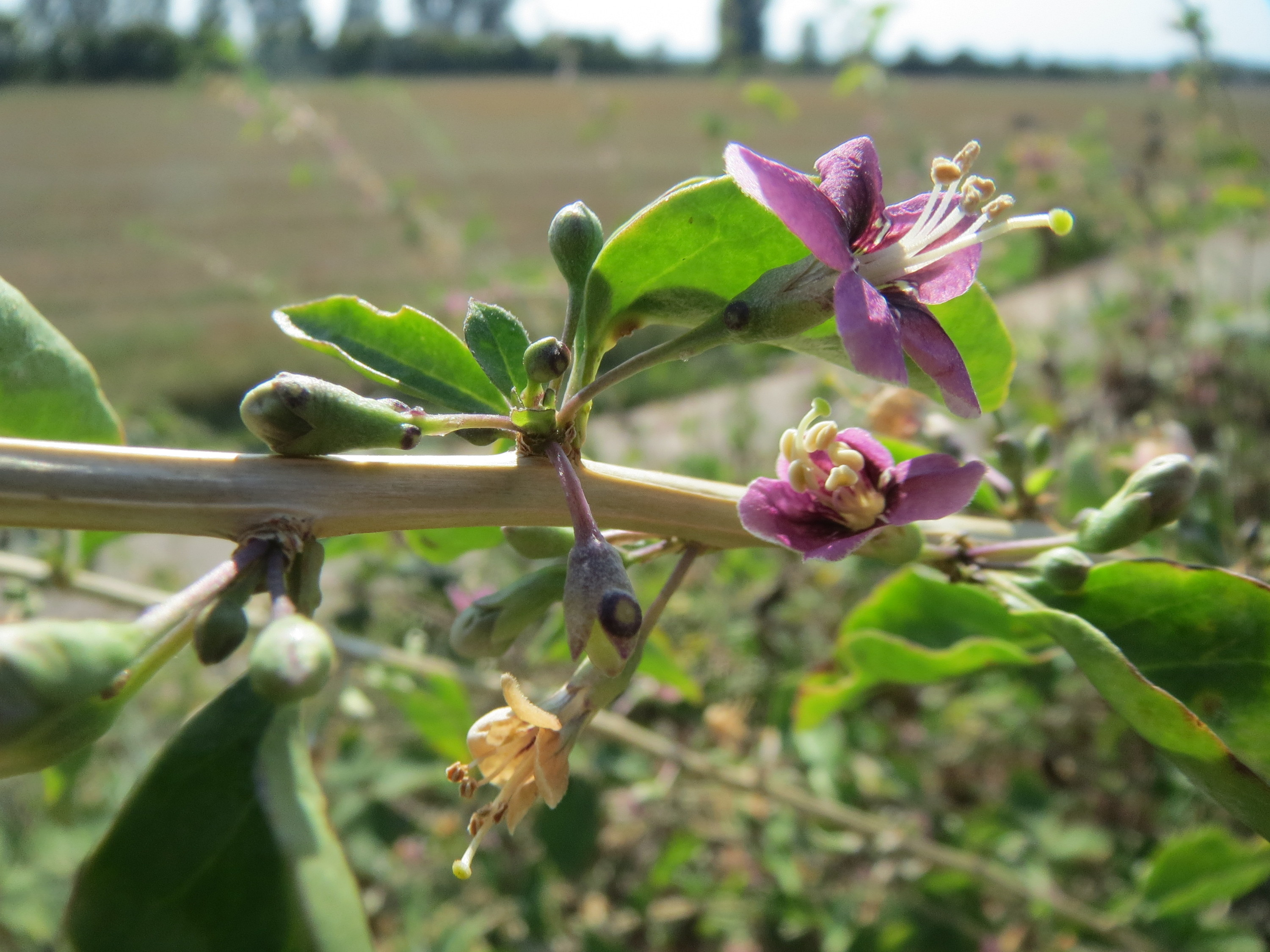
Blüten und Knospen

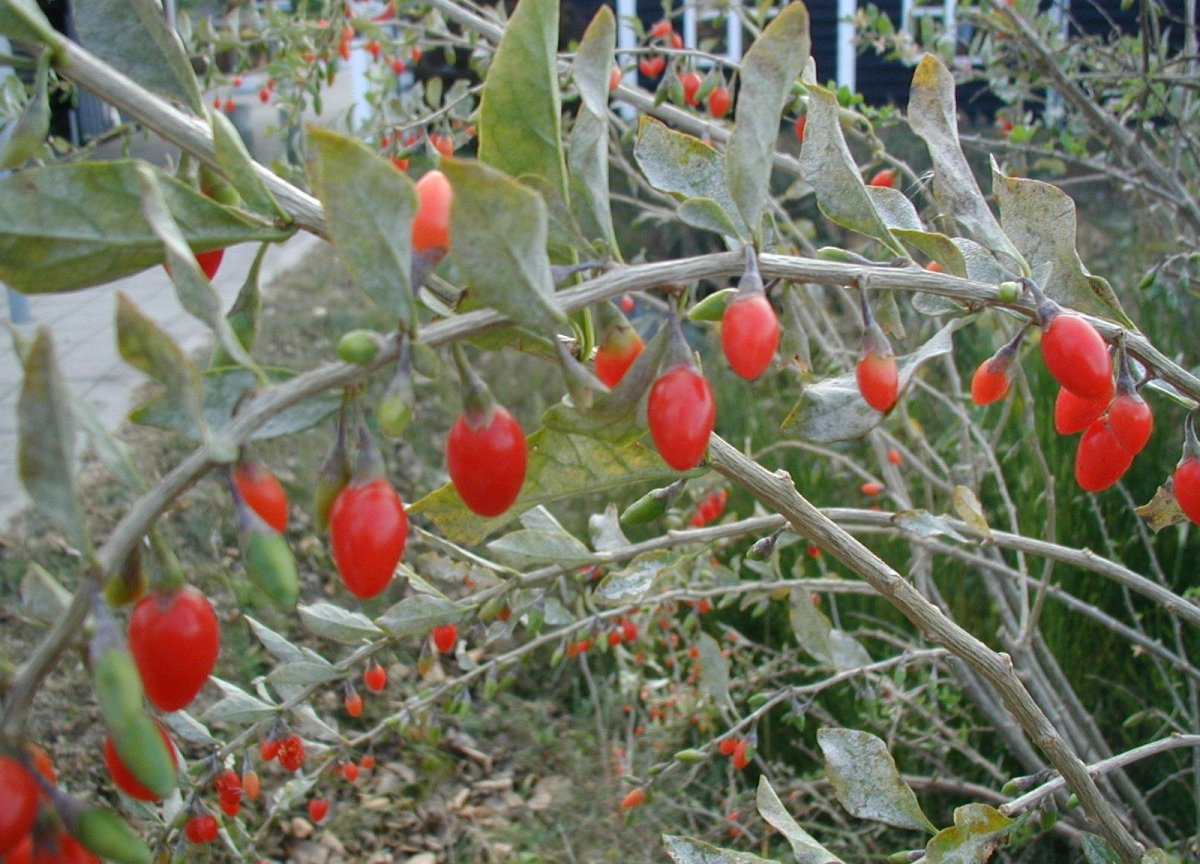
Reife Bocksdorn-Beeren

### Vegetative Merkmale
Der Gewöhnliche Bocksdorn ist ein sommergrüner Strauch, der Wuchshöhen von 2 bis 4 Metern erreicht. Seine rutenförmigen Äste hängen bogenartig herab. Es sind wenige schlanke Dornen vorhanden.
Die kurz gestielten, leicht fleischigen und (wechselständigen) Laubblätter sitzen einzeln oder gruppiert am Zweig. Der Blattstiel ist 2 bis 20 Millimeter lang. Die einfache Blattspreite ist bei einer Breite von 1 bis 2 Zentimetern sowie einer Länge von 3,5 bis 7 Zentimetern eiförmig bis lanzettlich, länglich, seltener verkehrt-eiförmig mit gerundetem bis meist spitzem oberen Ende und ganzrandig.

### Generative Merkmale
Die Blütezeit des Gemeinen Bocksdorns reicht von Juni bis August und teils bis September. Der blattachselständige Blütenstand enthält eine bis drei Blüten. Der Blütenstiel ist 1 bis 2 Zentimeter lang.
Die zwittrigen Blüten sind fünfzählig mit doppelter Blütenhülle. Der Blütenkelch ist bei einem Durchmesser von 4 bis 5 Millimetern glockenförmig und etwas zweilippig. Die Oberlippe des Kelchs ist kurz zweizähnig und die Unterlippe ist dreizipfelig. Die Blütenkrone ist grün-violett und trichterförmig. Die Kronröhre ist 8 bis 10 Millimeter lang. Die sich spreizenden Kronlappen sind 5 bis 6 Millimeter lang und am Rand fast kahl. Die Staubblätter sind am Grund behaart. Die Staubbeutel sind eiförmig und springen der Länge nach auf. Der oberständige Fruchtknoten ist zweifächerig. Der lange, fadenförmige Griffel endet in einer kopfigen Narbe. Die oben in der Kronröhre sitzenden Staubblätter und Griffel überragen die Blütenkrone etwas.
Die bei Reife leuchtend roten oder orange-gelben Beeren sind bei einer Länge von 4 bis 20 Millimetern sowie einem Durchmesser von 5 bis 12 Millimetern länglich bis eiförmig. Der Geschmack wird unter anderem mit Paprika und Tomaten verglichen, wobei in der Regel ein scharf-herber, teils anhaltender Nachgeschmack vorhanden ist. Die Früchte reifen von August bis Oktober. Jede Frucht enthält 4 bis 20 Samen. Die braun-gelben, rundlichen und abgeflachten Samen sind etwa 1,5–2,5 Millimetern groß.
Die Chromosomenzahl beträgt 2n = 24.

## Ökologie
Der Gewöhnliche Bocksdorn gilt als sehr winterhart und verträgt Frost bis −25 °C. Am Standort verbreitet sich Bocksdorn durch Wurzeln (Rhizome) und wird deshalb durch Rhizomsperren begrenzt. Als Verbreitungsmöglichkeit sind Ableger von herabhängenden Zweigen bekannt.
Die Bestäubung erfolgt durch Insekten (Bienen) oder Selbstbestäubung. Die Samen werden durch Tiere, die die Früchte fressen, ausgebreitet.
Auf dem Bocksdorn wurden Schmetterlingsraupen des Tabakschwärmers (Manduca quinquemaculatus) und des Totenkopfschwärmers beobachtet. Besonders Echter Mehltau ist auf Bocksdorn zu finden. Als Schädlinge kommen Läuse der Gattungen Aphis und Paratrioza vor, gelegentlich auch Schnecken.

## Vorkommen
Nach Ellenberg ist der Gewöhnliche Bocksdorn eine Volllichtpflanze. Er kommt vorwiegend in und nahe den Städten im Osten Deutschlands vor, verwildert an Mauern und Zäunen. Weniger häufig sieht man ihn im Westen Deutschlands. Er verträgt weder Salz noch Schwermetalle. Durch die häufige Verwendung zur Dammbepflanzung und als Zierpflanze kommt Bocksdorn vor allem in südlichen Ländern verwildert vor. In Europa verhält er sich invasiv, weswegen seine Anpflanzung in freier Landschaft zu unerwünschter Verdrängung heimischer Ruderalvegetation führen kann.
Die ökologischen Zeigerwerte nach Landolt et al. 2010 sind in der Schweiz: Feuchtezahl F = 2 (mäßig trocken), Lichtzahl L = 4 (hell), Reaktionszahl R = 3 (schwach sauer bis neutral), Temperaturzahl T = 4 (kollin), Nährstoffzahl N = 3 (mäßig nährstoffarm bis mäßig nährstoffreich), Kontinentalitätszahl K = 3 (subozeanisch bis subkontinental).

## Systematik
Die Erstveröffentlichung von Lycium barbarum erfolgte 1753 durch Carl von Linné. Synonyme für Lycium barbarum L. sind Lycium halimifolium Miller und Lycium vulgare Dunal.
Molekularbiologische Untersuchungen belegen eine stark unterstützte Klade, die neben dem Gemeinen Bocksdorn (Lycium barbarum) aus Lycium ruthenicum und dem Chinesischen Bocksdorn (Lycium chinense) besteht. Die Beziehungen der drei Arten zu anderen altweltlichen Arten sind nicht eindeutig geklärt.
Von Lycium barbarum gibt es zwei Varietäten:
- Lycium barbarum var. auranticarpum K.F.Ching: Diese Varietät kommt nur in China vor. Die Laubblätter sind eher schmal und fleischig. Nur vier bis acht Samen befinden sich in den orange-gelben Früchten.
- Lycium barbarum L. var. barbarum: Die Laubblätter sind eher breit, dünn oder sogar papierartig. Die Anzahl der Samen pro Frucht liegt höher als 15. Die Früchte haben eine rote Farbe.[6]

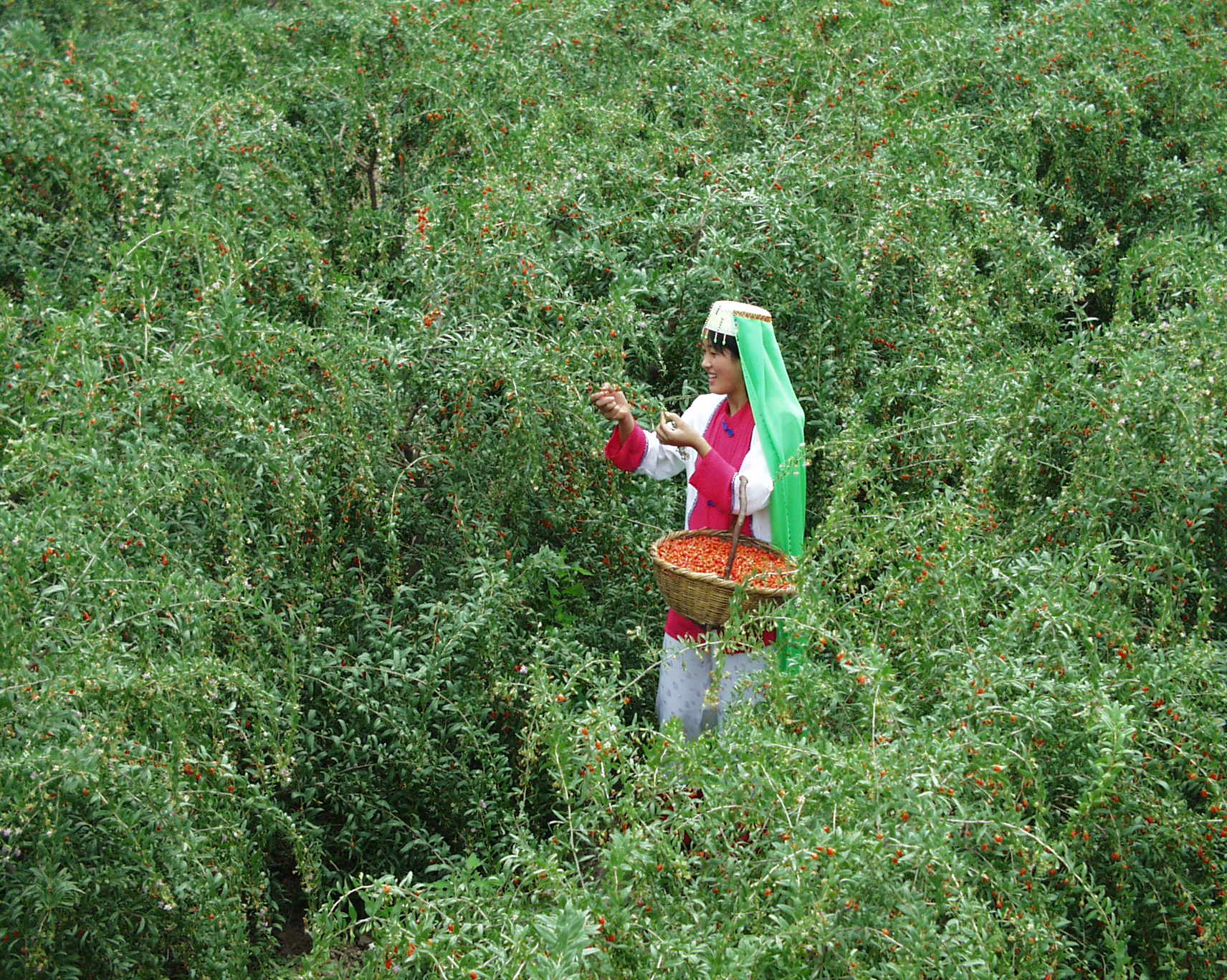
Ernte von Bocksdorn-Beeren in Ningxia

## Verwendung und Trivialnamen

### Herkunft und Geschichte
Wo die eigentliche Heimat des Bocksdorns liegt, ist unklar. Sein natürlicher Standort ist von Südosteuropa bis China zu finden. Eine typische Wolfsbeerenregion in China ist Ningxia. Von dort breitete er sich als Kulturpflanze nach ganz Asien, Europa, Nordamerika, Nordafrika und Australien/Neuseeland aus. Andere geben als Verbreitungsgebiet nur den Mittelmeerraum an. Besonders die verwandten Arten Lycium chinense, Lycium ruthenicum und Lycium turcomanicum sind in Asien verbreitet. Die Art Lycium pallidum ist in Mittelamerika und Lycium europaeum im Mittelmeerraum bis Portugal zu finden. In den nordwestchinesischen Provinzen Gansu, Ningxia, Qinghai und Innere Mongolei ist der Bocksdorn sehr stark verbreitet.
In China heißt der Gemeine Bocksdorn Ningxia gouqi (chinesisch 寧夏枸杞 / 宁夏枸杞 – „Gouqi aus Ningxia“). Im Chinesischen ist diese Bezeichnung auch synonym für Bocksdorn von hoher Qualität, da in der Region Ningxias Chinas qualitativ bester Bocksdorn gedeiht. Der EPPO-Code ist LYUHA.

### Küche

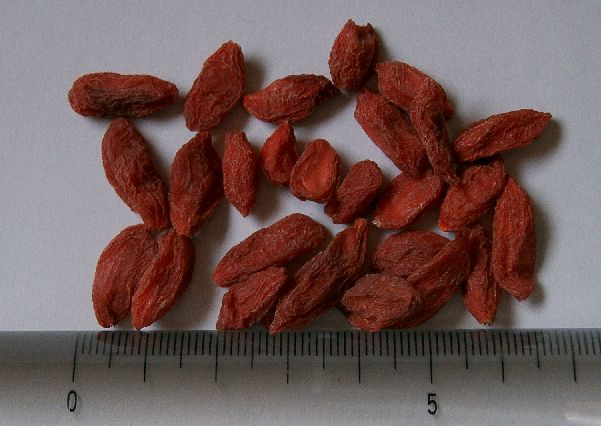
Getrocknete Goji-Beeren (枸杞子)

Bocksdorn wird in China zum Kochen und in der Naturheilkunde (TCM) verwendet. Im Sommer und Herbst werden die Früchte geerntet und in der Sonne getrocknet. Die Früchte werden gekocht oder, wenn es süße sind, auch roh gegessen; einige Varianten sind sehr sauer. Blätter von Jungpflanzen werden auch als Blattgemüse verwendet.
Da in Europa andere Teile der Pflanze nicht als Lebensmittel zugelassen sind, wird hier in der Lebensmittelindustrie ausschließlich die Beere verarbeitet. So wurde zunächst der Fruchtsaft von einigen Herstellern angeboten. Später wurde die Bocksdornbeere, der ein besonders hoher Anteil sogenannter vitaler Inhaltsstoffe zugeschrieben wurde, unter der Bezeichnung Goji als Superfood vermarktet. In der Folge wurde sie zum Trendlebensmittel und es werden vermehrt getrocknete Beeren importiert, die allerdings oftmals starke Pestizidrückstände aufweisen. So waren z. B. sämtliche Stichproben des Jahres 2009 hoch belastet mit dem Insektizid Acetamiprid, wobei mehr als zehn weitere Wirkstoffe nachgewiesen wurden.
Seit 2013 werden auch frische Früchte aus europäischem Kulturanbau angeboten, die eingefroren oder in getrocknetem Zustand aufbewahrt werden können. Saft und Früchte werden für Müslis, Joghurt und Smoothies verwendet.
Kommerzielle Hauptertragssorte ist die chinesische „Ningqi 1“ (NQ1, vermarktet als „Number 1 Lifeberry“).
Die Kultur ist anspruchsarm was den Standort bzw. Boden betrifft. Es besteht eine Anfälligkeit für den Echten Mehltau. Zum Erhalt  von Fruchtansatz und -qualität muss regelmäßig stark ausgedünnt werden.
Der Markterfolg steigerte auch das Interesse am privaten Eigenanbau, wobei oft abschreckende Sorten verkauft wurden, mit dem beim Wildtyp üblichen scharf-herben Nachgeschmack oder auch mit geringem Fruchtansatz. Als Positivbeispiele werden regelmäßig die NQ1 und Sorten der Gärtnerei Umbach/Heilbronn (L 9/Turgidus, L 22) empfohlen.

### Zierpflanze
Der Bocksdorn wird als Zierpflanze verwendet und auch in deutschen Baumschulen angeboten.

### Erosionsschutz
Bocksdorn wird auch als Strauch zur Dammbepflanzung als Erosionsschutz genutzt.

### Traditionelle chinesische Medizin
In der traditionellen chinesischen Medizin (TCM) werden getrocknete Bocksdornbeeren gegen hohen Blutdruck und Blutzucker eingenommen, ferner bei Augenproblemen, zur Unterstützung des Immunsystems und zur Vorbeugung und Behandlung von Krebs. Als Einzeldosierung werden 6 bis 15 Gramm der getrockneten Beeren als Absud, in Wein oder als Tinktur angegeben.
Traditionell verwenden Chinesen Gojibeeren, um das Yin zu erhöhen. Bei Mangel an Yin in Leber und Nieren gibt es in der TCM folgende Indikationen: Benommenheit, Diabetes mellitus, Anämie, Erkältungen, Erschöpfung, Impotenz, Müdigkeit, vorzeitiges Altern, Nachtschweiß, Schwäche in Rücken und Knien, Schwindel, Tinnitus und Sehschwäche, Überanstrengung und Unfruchtbarkeit.

## Pharmakologie

### Untersuchungen zu Wirkungen
Verschiedene wissenschaftliche Untersuchungen und Laborstudien zu postulierten medizinischen Effekten, insbesondere der Inhaltsstoffe Zeaxanthin und Lutein:
- Extrakte aus gemeinem Bocksdorn sollen vor Zerstörung des Sehnervs schützen, wenn ein Glaukom vorliegt.[29]
- Polysaccharide aus der Pflanze haben immunmodulierende Wirkung.[30]
- Wässrige Extrakte aus gemeinem Bocksdorn haben nach einigen Studien starke antioxidative Eigenschaften.[31]

Aussagekräftige Laborstudien und klinische Studien nach Standardbedingungen zur Wirksamkeit gegen Krebs existieren nicht.
Die europäische Lebensmittelsicherheitsbehörde EFSA untersuchte eine Reihe von Studien, die behaupteten, dass Goji-Beeren die Körperzellen vor freien Radikalen und oxidativem Stress aufgrund ihres Gehalts an Antioxidantien schützen würden und kam zu dem Schluss, dass die bisher vorhandenen wissenschaftlichen Evidenzen diese Behauptung nicht sicher belegen. Laut Bundesinstitut für Risikobewertung gibt es keine Hinweise auf schädliche Wirkungen der Gojibeeren für den Verzehr von Gojibeeren in üblichen Mengen (50 g getrocknete Gojibeeren entsprechend ca. 66 mg Zeaxanthin).
Laut einer Stellungnahme des Leiters des ernährungswissenschaftlichen Instituts der Universität Granada 2010 ist der Verzehr von Goji-Beeren ebenso „gesund“ wie der Verzehr anderer Obst- und Gemüsesorten, darüberhinausgehende positiv erlebte Effekte nach dem Genuss seien lediglich auf eine Placebowirkung zurückzuführen. Auch bei bis 2010 durchgeführten randomisierten, placebokontrollierten chinesischen Doppelblindstudien blieben die physiologischen und klinisch-chemischen Parameter unverändert.
Frühere Vermutungen, der Bocksdorn würde Hyoscyamin enthalten, gehen fast ausnahmslos auf eine Arbeit von 1890 zurück und konnten seitdem nicht bestätigt werden. Aktuelle pharmakologische Untersuchungen widerlegen diese Aussagen.

### Giftigkeit
Vergiftungsfälle sind beim Menschen nicht bekannt. Daher wird Bocksdorn nicht als giftig eingestuft. Die bei Roth beschriebene Giftigkeit beruft sich wohl auf einen Artikel von 1890, der jedoch schon 1891 widerlegt wurde.

### Allergie
Die Frucht kann Allergien auslösen. Es bestehen diverse Kreuzreaktionen und hohes Sensibilisierungspotential.

### Wechselwirkungen
Da Inhaltsstoffe der Bocksdornbeere mit Cytochromen reagieren und so den Leberstoffwechsel beeinflussen, sind Arzneimittelwechselwirkungen möglich. Bei gleichzeitiger Einnahme von Vitamin-K-Antagonisten (z. B. Marcumar), die zur Gerinnungshemmung verwendet werden, wird die gerinnungshemmende Wirkung verstärkt. Es besteht ein erhöhtes Risiko für Blutungen.